# Chácaras Monte Serrat
Chácaras Monte Serrat é um bairro rural do município de Itapevi no Estado de São Paulo,o bairro situa-se no extremo norte da cidade já próximo a divisa com o município de São Roque-Interior de SP.
Antes o atual bairro era apenas uma vila do Distrito de Amador Bueno, que também é um dos bairros de Itapevi. Logo no início a vila era composta por imensos sítios e chácaras de donos de terras da região, com o passar do tempo essas terras foram sendo loteadas em terrenos menores e foram se formando outras chácaras, que por fim formaram um bairro que hoje é chamado de Chácaras Monte Serrat.

## O bairro hoje em dia
O bairro atualmente fica localizado na zona rural da cidade de Itapevi faz limite com os bairros de Amador Bueno, o município de São Roque, Jardim Jurema e Jardim Cruzeiro.
Por ser um bairro situado no extremo da cidade(cerca de 10 km afastado do centro),ainda hoje o bairro enfrenta problemas de desenvolvimento e pouca infra-estrutura,o que gera êxodo de moradores e um grande vazio demográfico no bairro, as ruas ainda não são pavimentadas, o bairro não possuí sistema saneamento básico e a rede elétrica cobre o bairro parcialmente.
O acesso se dá pela Estrada Cruz Grande que começa em Amador Bueno, corta as Chácaras Monte Serrat e termina em São Roque.